# Blankenberg (Meklemburgia-Pomorze Przednie)
Blankenberg – miejscowość i gmina w Niemczech, w kraju związkowym Meklemburgia-Pomorze Przednie, w powiecie Ludwigslust-Parchim, wchodząca w skład Związku Gmin Sternberger Seenlandschaft.